# Tom de discagem
Tom de discagem, também referenciado como linha de discagem ou sinal de linha contínuo, é um sinal de telefonia utilizada para indicar que a central telefônica está trabalhando, que reconheceu o sinal de off-hook (telefone fora do gancho), e que está pronta para aceitar uma chamada. O sinal cessa quando o primeiro número é teclado.
As características do sinal que constitui o tom de discagem diferem em cada país. Assim, a frequência do sinal pode variar entre 270 Hz (Singapura) a 450 Hz (Bélgica), embora algumas vezes possa ser formada pela combinação de duas frequências como nos Países Baixos (150 e 450 Hz) ou nos países norte-americanos (350 e 440 Hz).
A frequência adotada no Brasil é de 425 Hz.